# Snowy

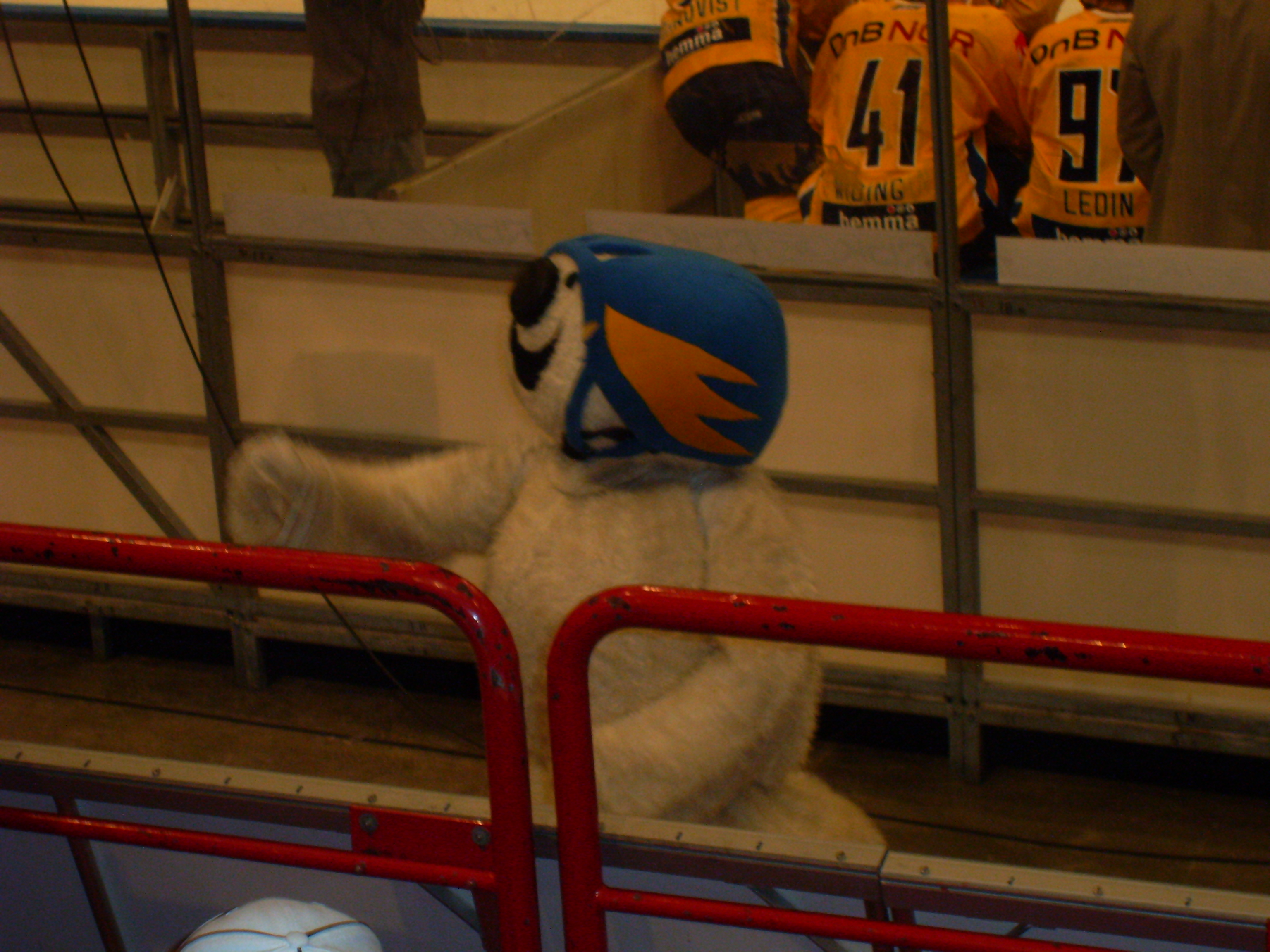
Snowy i Globen.

Snowy var den officiella maskoten då världsmästerskapet i ishockey för herrar 1995 spelades i Sverige. Snowy är en snögubbe med ishockeyutrustning. Snowy har även synts efter 1995, mest i samband med att Sveriges herrar spelat landskamp.

## Historik
Snowy var det vinnande bidraget i en maskottävling på Beckmans skola i Stockholm 1993 och formgavs av Eva-Marie Wadman.

## Övrigt
- Vid TV-sändningarna av världsmästerskapet 1995 kom en animerad Snowy fram i TV-rutan och visade vad domarens tecken betydde.
- Då spelarna i Sveriges herrlandslag i ishockey den 22 maj 2006 firades i Kungsträdgården i Stockholm i Sverige efter att ha vunnit världsmästerskapet 2006 i Riga i Lettland medverkade "Snowy" i firandet.
- Snowy är för övrigt namnet på seriefiguren Tintins hund Milou när serien är översatt till engelska.

### Fotnoter
1. ↑  ”Eva-Marie Wadman”. Arkiverad från originalet den 13 november 2011. https://web.archive.org/web/20111113053253/http://illustratorcentrum.se/medlem/evamarie-wadman#img9. Läst 26 augusti 2011.